# Pouru-Saint-Remy
Pouru-Saint-Remy è un comune francese di 1 274 abitanti situato nel dipartimento delle Ardenne nella regione del Grand Est.

## Società

### Evoluzione demografica
Abitanti censiti